# Фабр, Паскаль
Паска́ль Фабр (фр. Pascal Fabre, 9 января 1960, Лион) — французский автогонщик, участник чемпионата мира по автогонкам в классе Формула-1.

## Биография
В 1979 году выступал во французской Формуле-Рено, на следующий год завоевал вице-чемпионский титул французской Формулы-3. С 1982 по 1986 год участвовал в международном чемпионате Формулы-2 (с 1985 года — Формула-3000). В 1987 году провёл неполный сезон в команде Формулы-1 AGS, очков не набрал. На двух последних гонках чемпионата был заменён на Роберто Морено. В 1989—1991 годах соревновался в чемпионате мира спортивных автомобилей, позже участвовал только в гонке «24 часа Ле-Мана». В 1995 году несколько раз стартовал в международной серии GT.

## Результаты гонок в Формуле-1
| Легенда к таблице |                                                                    |
| --- | ------------------------------------------------------------------ |
| В таблице перечислены результаты всех Гран-при Формулы-1, в которых принимал участие гонщик. Строками таблицы являются сезоны, столбцами — этапы чемпионата мира. В каждой клетке указаны сокращённое название этапа и результат, дополнительно обозначенный цветом. Расшифровка обозначений и цветов представлена в нижеследующей таблице. |                                                                    |
| \| Пример \| Описание \| \| ------------ \| ------------------------------------------------------------------ \| \| 1 \| Победитель \| \| 2 \| Второе место \| \| 3 \| Третье место \| \| 5 \| Финишировал, заработав очки \| \| Сход \| Не финишировал, но при этом заработал очки \| \| 12 \| Финишировал, не получив очков \| \| НКЛ \| Финишировал, но не попал в финальную классификацию \| \| 15 \| Участвовал вне зачёта, либо по отдельной классификации \| \| 18 \| Не финишировал, но попал в финальную классификацию \| \| Сход \| Не финишировал \| \| НКВ \| Не прошёл квалификацию \| \| НПКВ \| Не прошёл предквалификацию \| \| ДСК \| Дисквалифицирован \| \| ИСК \| Исключён из протокола соревнований \| \| ТТ \| Заявлен для участия только в тренировках \| \| НС \| Участвовал в квалификации, но не стартовал в гонке \| \| Т \| Травмирован или болен \| \| ОТК \| Отказ от участия \| \| НТР \| Прибыл на соревнования, но на трассу не выезжал \| \| НПР \| Был заявлен в числе участников, но не прибыл к началу соревнований \| \| О \| Соревнования отменены \| \| \| Не участвовал \| \| Поул-позиция \| \| \| Быстрый круг \| \| |                                                                    |
| Пример | Описание                                                           |
| 1 | Победитель                                                         |
| 2 | Второе место                                                       |
| 3 | Третье место                                                       |
| 5 | Финишировал, заработав очки                                        |
| Сход | Не финишировал, но при этом заработал очки                         |
| 12 | Финишировал, не получив очков                                      |
| НКЛ | Финишировал, но не попал в финальную классификацию                 |
| 15 | Участвовал вне зачёта, либо по отдельной классификации             |
| 18 | Не финишировал, но попал в финальную классификацию                 |
| Сход | Не финишировал                                                     |
| НКВ | Не прошёл квалификацию                                             |
| НПКВ | Не прошёл предквалификацию                                         |
| ДСК | Дисквалифицирован                                                  |
| ИСК | Исключён из протокола соревнований                                 |
| ТТ | Заявлен для участия только в тренировках                           |
| НС | Участвовал в квалификации, но не стартовал в гонке                 |
| Т | Травмирован или болен                                              |
| ОТК | Отказ от участия                                                   |
| НТР | Прибыл на соревнования, но на трассу не выезжал                    |
| НПР | Был заявлен в числе участников, но не прибыл к началу соревнований |
| О | Соревнования отменены                                              |
| | Не участвовал                                                      |
| Поул-позиция |                                                                    |
| Быстрый круг |                                                                    |

| Год  | Команда | Шасси    | Двигатель | 1      | 2      | 3      | 4      | 5      | 6     | 7     | 8        | 9      | 10      | 11      | 12      | 13       | 14      | 15  | 16  | Место | Очки |
| ---- | ------- | -------- | --------- | ------ | ------ | ------ | ------ | ------ | ----- | ----- | -------- | ------ | ------- | ------- | ------- | -------- | ------- | --- | --- | ----- | ---- |
| 1987 | AGS     | AGS JH22 | Cosworth  | БРА 12 | САН 13 | БЕЛ 10 | МОН 13 | ДЕТ 12 | ФРА 9 | ВЕЛ 9 | ГЕР Сход | ВЕН 13 | АВТ НКЛ | ИТА НКВ | ПОР НКВ | ИСП Сход | МЕК НКВ | ЯПО | АВС | —     | 0    |